# Nycerella delecta
La araña saltarina blanco con rojo (Nycerella delecta) es un arácnido perteneciente a la familia salticidae del orden araneae. Esta especie fue descrita por Peckham & Peckham en 1896. El nombre del género Nycerella está formado por un anagrama de Cyrene más el sufijo diminutivo -ella. El nombre específico delecta proviene de la palabra en latín delectare que significa “encantar o deleitar”.

## Clasificación y descripción
La coloración de las patas I son pardas, con tarso amarillo; pata III y IV con el extremo del fémur patella y tibia más oscuros; clípeo con barba rala de pelitos blancos en la parte media del margen; Largo total de la hembra 6.25 mm; espinas como en el género; costados con dos bandas longitudinales de pelos blancos en el tercio apical; patas I y II con fémur amarillo, oscurecido en el ápice; los otros artejos algo anaranjados, con cara retrolateral de patela y tibia oscurecidas; patas III y IV amarillas, con los extremos del fémur, patela y tibia más oscuros; palpos amarillos.

## Distribución
Esta especie se distribuye en Guatemala, Panamá, Nicaragua, Costa Rica, Honduras. En México solo hay reportes oficiales en los estados de Veracruz, Chiapas, Guerrero, Nayarit, Tabasco y Baja California.

## Ambiente
Es de ambiente terrestre. Esta especie de araña se ha visto sobre hierbas en plantaciones de café, sin embargo es una especie identificada como muy generalista lo que significa que puede habitar una gran cantidad de hábitats y microhábitats ya que es muy poco exigente sobre el lugar donde establecerse.

## Estado de conservación
Hasta el momento en México no se encuentra en ninguna categoría de protección, ni en la Lista Roja de la IUCN (International Union for Conservation of Nature) ni en CITES (Convención sobre el Comercio Internacional de Especies Amenazadas de Fauna y Flora Silvestres).